# 라살레트의 성모
라살레트는 프랑스 그르노블 인근의 작은 산마을이다. 이곳은 1846년 멜리니 칼바와 막시맹 지로 등 두 명의 어린 목동들에 의해 알려진 성모 마리아의 발현으로 가장 유명하며, 이후 수많은 기적적 치유가 보고되었다. 로마 가톨릭교회는 이러한 현상을 조사하여 믿어도 무방하다는 결론을 내렸으며, 라살레트의 성모라는 이름으로 승인하였다.

## 발현

### 역사적 보고
1846년 9월 19일, 프랑스 라살레트 인근의 산꼭대기에서 두 명의 어린 목동인 멜리니 칼바와 막시맹 지로는 소 치던 중에 성모 마리아의 발현을 목격했다고 보고하였다.
발현은 총 세 가지로 구성되었다. 첫 번째 단계로, 아이들은 눈부시게 광채 속에서 생소한 옷을 입은 아름다운 여인 한 명을 보았다. 여인은 장미로 둘러싸인 신발을 신고 있었으며, 순백색 드레스에 발끝까지 닿은 황금색 앞치마를 입고 있었다. 넓고 반듯한 소맷자락은 손끝까지 드리워졌고, 어깨 위에는 장미술이 달린 망토를 입고 있었다. 가느다란 목걸이엔 십자가가 달렸고, 하얀 면사포를 쓴 머리 위에는 가지각색의 장미로 꾸며진 면류관을 쓰고 있었다. 여인은 우물가의 돌 위에 앉아 양손으로 얼굴을 가린 채 눈물을 흘렸다. 당시 아이들은 각각 11살, 14살이었다. 그리고 교육을 제대로 받지 못했다.
두 번째로, 여인은 똑바로 서서 아이들에게 표준 프랑스어와 지역 방언 프랑스어로 번갈아 이야기하였다. 그녀는 아이들에게 사람들에게 자신이 전한 메시지를 알려주라고 요청하였다. 여인은 인류의 신앙심 약화와 날로 늘어나는 죄악을 한탄하면서 그들이 계속 악행을 저지른다면 무서운 징벌이 내려질 것이며, 만약 마음을 고쳐먹고 잘못을 뉘우친다면 하느님의 자비를 얻을 수 있다고 약속하였다. 마지막으로 여인은 아이들에게 특별한 비밀을 전해주고는 하늘에서 사라져 버렸다.
아이들은 자신들이 겪은 일을 고용주인 바티스트 프라와 피에르 셀머에게 전하였다. 그들은 발현이 있은 다음 날부터 1846년 9월 20일까지 편지 형식으로 보고서를 올렸다. 아이들의 경험담은 프라와 셀머에 의해 라살레트 성당의 주임사제인 루이 페랭에게 알려졌고, 다시 페랭 신부에 의해 코르프스의 수석사제인 피에르 멜린에게 알려졌다. 보고를 받고 감동한 페랭 신부는 미사 강론 시간에 이 일에 대해 강론하였다. 그르노블의 주교인 필리베르토 드 브루이야르는 1846년 8월 4일에 페랭 신부로부터 정식 보고를 받았다.
발현 소식은 삽시간에 퍼져 나갔다. 막시밀의 아버지는 본래 무신론자였으나 1846년 11월 8일에 가톨릭 신자가 되었다. 이는 앞으로 있을 수많은 변혁의 시발점이었다. 곧 라살레트 산 위에서 각종 기적적인 치유가 일어나기 시작했다. 여인이 나타난 우물은 원래 바싹 말라 있어 물이 나오지 않았다. 그러나 발현 이후 다시 물이 나오기 시작했고, 그 물을 마시고 수많은 환자가 병을 고쳤다.
발현이 있은 지 1년 후인 1847년 7월 19일, 라살레트에 오는 순례자 수가 예년보다 50,000명이 더 늘어났다.

### 조사와 공인
1847년 7월 7일 그르노블의 주교는 당시 그르노블의 저명한 양대 신학자였던 의전사제 피에르조세프 루셀롯과 하느님의 종 앙드레 베르티에에게 라살레트에서의 발현을 상세하게 조사하여 보고서를 작성하라는 지시를 내렸다.
1847년 11월, 의장을 맡은 관구 주교를 비롯하여 총 열여섯 명의 전문가로 구성된 조사위원회는 주교에게 보고서를 제출하였다. 위원회 임원들은 모두 교구 사제들이었다. 위원회 임원들은 1847년 11월 8일, 15일, 16일, 17일, 22일, 29일 그리고 12월 6일, 13일 등 총 여덟 차례 회의를 했다. 두 번의 회기 동안 멜라니와 막시맹은 출석하면서 충분한 질의 문답을 하였다. 마지막 투표 날에 열여섯 명의 위원회 임원 가운데 열두 명이 라살레트의 발현 공인을 절대적으로 지지하였다.
위원회가 심의를 완료하자마자, 아이들의 보고는 위원회로부터 인가를 받았다. 그르노블의 주교는 공식적인 승인을 얻기 위해 그르노블 교구가 소속된 리옹 대교구의 대교구장인 모리스 드 보날드 추기경에게 보고서를 올리고자 하였다.
곧 1848년 6월 26일에 의전사제 피에르조세프 루셀롯에 의해 보고서가 작성되었다. 보고서는 1848년 8월 교황 비오 9세에게 헌정되었다. 그 결과 라살레트의 발현은 교황청의 정식 인가를 받게 되었다. 1851년 7월 2일과 6일에 아이들은 자신들의 목격담과 성모 마리아가 자신들에게 따로따로 말해준 비밀들을 담은 편지를 썼다. 그 가운데 멜라니는 코냑에 있는 하느님의 섭리 수녀회 소속 수녀원에서 오로지 비밀을 간추린 글을 썼다. 그리고 두 어린이가 쓴 편지는 교황에게 직접 전달되었다고 전해진다. 이들 편지는 피에르조세프 루셀롯과 장 바티스트 제랭 등 두 명의 의전사제가 아이들의 대리인으로 나서는 조건 아래 로마에 보내졌다. 두 장의 사적 비밀 메시지가 담긴 편지는 1851년 7월 18일 교황 비오 9세에게 헌정되었다.
그다음 날 교황청 국무원장 루이지 람브루스키니는 공식적으로 메시지 전달을 확인하였다. 비밀 메시지가 담긴 편지는 가장 최근에 바티칸 비밀문서고에서 발견되어 출판되었다.

## 내용

### 공적 메시지
얘들아, 조금도 두려워 말고 가까이 오너라. 나는 너희에게 중요한 소식을 전하기 위해 여기에 왔다.
만일 나의 백성이 순명하지 않는다면 나는 내 아들의 손을 더는 잡고 있을 수 없을 것이다. 그 손은 너무나 강하고 너무나 무거워서 나는 오래 견디지 못할 것이다.
나는 얼마나 오랫동안이나 너희를 위해 고통을 받아야 한단 말이냐? 나의 아들이 너희를 버리지 않게 하기 위해서 나는 끊임없이 기도해야 한다. 그러나 너희는 그 점에 대해 조금도 마음을 쓰지 않는구나.
너희가 아무리 많이 기도할지라도 내가 너희를 위해 당하는 괴로움의 백 분의 일도 기워 갚지는 못할 것이다.
만일에 농사가 잘되지 않는다면 그것은 너희의 잘못이다. 나는 작년에도 감자가 잘되지 않을 것임을 너희에게 경고했지만, 너희는 못들은 체했다. 거꾸로 감자 농사가 흉작이었을 때 너희는 저주하고 내 아들의 이름을 헛되이 불렀다. 올해도 감자는 썩어 없어질 것이며 성탄 때까지는 한 톨도 남지 않으리라.
만일 사람들이 회개하면 바위와 돌은 밀 더미로 변할 것이며 감자는 저절로 심어질 것이다.
얘들아, 너희는 기도를 잘 드리니?
[아이들의 대답: “별로 열심히 안 드립니다.”]
이봐요, 아침과 저녁에 기도를 열심히 드려야 해. 정 할 수 없으면 주님의 기도와 성모송만이라도 드리고 좀 더 할 수 있으면 더 드리도록 하렴.
자, 그럼 너희는 가서 모든 사람에게 내 말을 전해라.

### 사적 메시지

#### 막시맹 지로에게 전해진 비밀
만약 나의 백성이 계속 악행을 멈추지 않는다면 내가 너에게 전한 말은 일찍 전해질 것이지만, 만약 조금이라도 상황이 바뀐다면 내 말은 좀 더 나중에 전해질 것이다.
프랑스는 세상을 타락시키고 있으며, 언젠가는 그에 대한 벌을 받을 것이다. 프랑스에서는 신앙이 사라져가고 있다.
프랑스 인구 가운데 4분의 3 또는 거의 대다수가 성당에 가지 않고 있으며, 나머지 절반도 진실한 마음으로 성당에 가지 않고 있다. 그런 다음에는 나라 전체가 회심하여 믿음이 전국 곳곳에 다시 불타오르게 될 것이다.
지금은 프로테스탄트가 득세하는 북유럽의 강대국도 자국민의 지지를 받아 개종하게 될 것이며, 세계의 다른 모든 나라도 개종하게 될 것이다.
이러한 일들이 모두 일어나기 전, 교회 안팎에 커다란 장애물들이 닥칠 것이다.
그러고 나서 우리의 교황은 박해를 받게 될 것이다. 그의 후임자는 아무런 희망도 품지 못할 것이다.
그 후에 큰 평화가 찾아오겠지만, 오래가지 못할 것이다. 극악무도한 괴물이 평화를 방해하러 올 것이기 때문이다.
2천 년 말엽에는 내가 너에게 전한 모든 말이 다른 나라에도 도달하게 될 것이다.

#### 멜리니 칼바에게 전해진 비밀
1. 멜라니, 내가 지금 너에게 알려주려고 하는 것은 반드시 비밀로 하지 않아도 좋아질 것이다. 너는 그것을 1858년에 출판하여도 좋을 것이다.
2. 성자의 대리자인 사제가 금전, 명예, 즐거움에 대한 애착 때문에 나쁜 생활을 하고 있으며 미사성제를 드릴 때에도 경건하지 못하고 존경도 기울이지 않으므로 하느님의 분노를 불러 내리는 것이다. 이 진노는 눈앞에 있고 사제의 머리 위에 지금이라도 내려질 듯하고 있다. 불충실하기 때문에 성자를 재차 십자가에 못 박으려 하는 사제나 하느님께 봉헌된 사람들의 죄는 하늘에 닿아 보복을 외쳐 내리게 하고 있다. 이 보복은 지금 문 앞에까지 와 있다. 그러한 인류를 불쌍히 여기고 그들을 위해 용서를 간청하는 사람이 한 사람도 보이지 않는다. 세계를 위하여 영원하신 성부께 흠 없는 희생을 바치기에 합당한 고결한 영혼이 이제 없어져 버렸기 때문이다.
3. 하느님께서는 과거에 없었던 방법으로 인류를 벌하실 것이다.
4. 지상에 사는 사람에게는 얼마나 재앙이겠느냐. 하느님께서는 진노의 격하심을 더해 가실 것이다. 그러므로 대단히 많은 해악이 서로 부딪혀서 누구 하나도 거기에서 빠져나갈 수 없을 것이다.
5. 성자의 대리자인 비오 9세 교황을 1859년 이후에 로마를 떠나게 해서는 안 된다. 교황은 겸손하며 고결하여야 한다. 교황은 신앙과 사랑이라는 무기를 가지고 싸워야 하는 것이다. 나는 교황과 함께 있을 것이다.
6. 교황은 두 개의 마음을 가진 나폴레옹을 신용해서는 안 된다. 만일 나폴레옹이 교황과 황제로 동시에 되고자 한다면 하느님께서는 그로부터 손을 떼실 것이다. 나폴레옹은 좀 더 높이 올라가려고 하다가 떨어져 버리는 독수리같이 좀 더 위로 올라가려고 모든 국가에 칼을 강요해 왔지만 바로 그 같은 칼 위에 넘어질 것이다. 지금 나는 하나의 고지에 대한 답을 하겠다. 나폴레옹은 불신자로 취급되어야 했다. 왜냐하면, 이탈리아의 통일은 그를 통하여 실천되었지만 동시에 이 일은 그때까지 엄존하고 있고 온 세계에 인정되었던 주권을 로마로부터 잃게 하여 버렸기 때문이다.
7. 1864년에는 루치펠이 많은 악령과 함께 사슬이 풀려 지옥으로부터 해방될 것이다. 그리고 악령들은 조금씩 신앙을 잃어버리게 할 것이다. 이러한 악령은 하느님께 봉헌된 사람들의 영혼마저도 맹목으로 만드는 데 성공할 지경이므로 특별한 은총이 없으면 영적으로 눈이 멀어진 영혼은 악한 천사의 영적 작용을 받게 될 것이다. 많은 수도회는 온전히 신앙을 잃고 또 많은 영혼을 잃게 될 것이다
8. 1865년에는 모든 거룩한 장소에서 못된 행위를 볼 수 있게 될 것이다. 수도원 안에서 교회의 꽃(수도자)은 썩고 악마는 모든 사람의 마음의 임금이 될 것이다. 수도원의 장상은 이제부터 받아들이는 사람들을 주의 깊게 살펴보아야 한다. 악마는 수도원 안에 죄에 넘겨진 수도자를 들여놓으려 하고, 그 온갖 흉악함을 사용하려 하기 때문이며, 혼란과 육체적 쾌락을 사랑하는 풍조가 온 세상에 널리 퍼지게 되기 때문이다.
9. 교황은 매우 고통스러워할 것이다. 그러나 나는 교황의 희생을 받아들이기 위해 마지막까지 교황 곁에 있을 것이다.
10. 사회는 가장 무서운 천벌을 받으려 하고 있다. 사회는 무섭고 생각지도 못했던 일들을 목격하게 될 것이다. 사회는 쇠망치로 지배되고 있으므로 하느님의 진노의 잔을 마실 준비를 해야 한다.
11. 통치자이며 하느님의 백성인 주교들은 기도와 보속에 대하여 관심을 기울이지 않게 되었다. 그 탓에 악마는 주교들의 마음을 흐려 놓았으며 이때문에 주교들은 그들을 멸망시키려 대기하는 악마의 꼬리에 말려 떨어지는 ‘잘못의 별’이 되어 버렸다. 하느님은 온갖 사회 계층과 가족을 지배하는 사람들 사이에 분열을 일으키게 하는 일을 옛 뱀에게 허락하실 것이다. 육체적 고통과 도덕적 고통을 모두 인내해야 할 것이다. 하느님께서는 인류를 그들 멋대로 하게 두셨다가 그 후 35년 이상 계속되는 천벌을 보내실 것이다.
12. 자연계는 인류에 대해서 보복을 외치고 있다. 자연계는 죄로 더럽혀진 땅 위에서 일어나려는 일을 미리 예감하고 무서워 떨고 있다.
13. 오오, 그대 땅이여, 떨고 전율하라. 마음 속에 자기 자신을 섬기고 있으면서 예수 그리스도를 섬기기 위하여 서원하는 사람들이여, 떨며 두려워하라. 하느님께서 적의 손안에 너희를 맡겨버리시기 때문이다. 떨며 두려워하라! 왜냐하면, 거룩한 땅은 부패하고 많은 수도원은 이제 하느님의 집이 아니며 오히려 수도원은 악마와 그들의 모든 부하를 키우는 장소가 되어버렸기 때문이다.
14. 나쁜 책이 지상에 수없이 나오게 될 것이다. 그리고 암흑의 영이 세계 속으로 그 힘을 뻗쳐 올 것이다. 이 암흑의 악령은 하느님을 섬기는 일에 관심이 있는 사람들 모두를 괴롭게 만들 것이다. 악령은 자연계에 그 큰 힘을 휘두를 것이다. 또 이와 같은 악령을 섬기는 교회가 나오게 될 것이다. 사람들은 악질적인 사탄에 의하여 하나의 장소에서 다른 장소로 옮겨지게 될 것이다. 자세까지도 복음의 좋은 정신으로 몸을 다스리지 않았기 때문에 악마에게 넘겨지게 될 것이다. 복음의 좋은 정신이란 겸손, 사랑 그리고 하느님의 영광을 간절히 구하는 열심이다. 또 죽은 이를 부활한 것처럼 보이게 하는 일이 있고 죽은 이 또는 죽은 것과 거의 같은 것이 부활할 것이다. 이상하고 불가사의한 일들이 곳곳에서 일어날 것이다. 왜냐하면, 참다운 신앙이 사라지고 거짓 빛이 세계를 비추고 있기 때문이다. 재물을 모아 쌓고 제 권위를 안전하게 지키는 일이나 자부를 갖고 지배하는 일에 몰두해온 교회의 지도자들은 얼마나 재앙이겠느냐?
15. 하느님께 대한 거룩한 신앙을 잃어버렸으므로 각 사람은 자기 자신의 생각에 따라서 자신을 이끌어 가야겠다고 원하게 될 것이다. 그리고 각자 동료들 가운데서 뛰어난 자가 되려고 노력하게 될 것이다. 사회의 권력도 교회의 권력도 폐지되고 온갖 종류의 질서와 정의가 짓밟힐 것이다. 살인, 증오, 시기, 거짓, 불일치 이외에 아무것도 볼 수 없게 될 것이다. 그리고 애국심도 가족을 사랑하는 마음도 이제 어느 곳에서도 볼 수 없게 될 것이다.
16. 나의 아들 예수의 교황은 지극한 괴로움에 시달릴 것이다. 왜냐하면, 얼마동안 교회는 큰 박해를 받을 것이기 때문이다. 그것은 참으로 암흑시대이며 교회는 무서운 위기를 통과하게 될 것이다.
17. 교황은 소위 기적을 행하는 사람에 대해서 경계하고 몸을 지키도록 하라. 지상에서나 공중에서나 지극히 불가사의한 일들이 일어날 시기가 다가왔기 때문이다.
18. 악한 이가 교황의 생명을 여러 차례 노리게 될 것이다. 단지 교회의 승리를 살아서 볼 수 있는 자는 그 교황 또는 그 후계자는 아닐 것이다.
19. 모든 사회의 지배자들은 하나의 같은 욕망을 가질 것이다. 그 욕망이란 물질주의, 무신론, 심령주의, 기타 온갖 종류의 악덕에 굴복하여 모든 종교적 가치를 폐지하거나 없애버리는 것이다.
20. 이탈리아는 주님의 권력을 뒤흔들려고 한 야심 때문에 벌을 받게 될 것이다. 그리고 전쟁의 소용돌이 속에 휘말려 들어가게 될 것이다. 곳곳에서 피가 흐르게 되고 교회는 폐쇄되거나 또는 더럽혀질 것이다. 수도자는 쫓겨나고 그 대다수는 비참한 죽음을 당할 것이다. 신앙을 버리고 참 종교로부터 이탈하여 가는 사제나 수도자의 수는 엄청나게 클 것이다. 그중에는 주교도 많이 볼 수 있을 것이다.
21. 프랑스, 이탈리아, 스페인, 영국에서 전쟁이 일어나고 거리에 피가 흐르게 될 것이다. 프랑스 사람은 프랑스 사람에게 싸움을 걸고 이탈리아 사람은 이탈리아 사람에게 대항할 것이다. 그리고 그 후 곧 무서운 싸움이 일어날 것이다. 하느님께서는 잠시 프랑스 사람과 이탈리아 사람을 돌보시지 않을 것이다. 왜냐하면, 이탈리아와 프랑스에서는 이제 예수 그리스도의 복음 정신이 소중하게 여겨지지 않고 있기 때문이다. 악한 이는 그 모든 악의를 드러내어 서로 죽일 것이다. 그리고 자신들의 가족도 서로 뿔뿔이 헤어지게 될 것이다.
22. 두려워해야 할 칼의 첫 번째 일격으로 산이나 땅 그 자체가 공포로 떨게 될 것이다. 왜냐하면, 인류의 혼란과 죄가 하늘의 둥근 천장을 뚫고 나갈 것이기 때문이다. 파리는 불타고 마르세유는 완전히 삼켜져 버릴 것이다. 많은 대도시가 무서운 지진으로 파괴되고 파묻혀 버릴 것이다. 살인 이외에 아무것도 볼 수 없고 무기가 서로 부딪히는 소리나 모독 이외에 아무것도 들을 수 없게 되므로 사람들은 모든 것을 잃어 버렸다고 생각할 것이다. 의로운 이들은 대단히 고통을 겪겠지만 그들의 기도와 보속과 눈물은 하늘까지 올라갈 것이다. 그때 하느님의 백성은 용서와 자비를 간청하고 내 중재의 도움을 간청할 것이다.
23. 그때 예수 그리스도께서는 정의의 행위와 의인에 대한 커다란 연민으로 천사에게 명하시어 갑자기 모든 적을 쳐부수어 죽음에 이르게 하실 것이다. 교회와 예수 그리스도를 박해하는 자, 또 죄의 생활에 자신을 맡기는 사람들은 멸망하고 지상은 사막과 같이 될 것이다. 그리고 하느님과 사람들 사이에 평화와 화해의 시기가 찾아올 것이다. 예수 그리스도는 섬겨질 것이며 우러러 받들어져 영광을 받으실 것이다. 곳곳에서 사랑이 빛나게 될 것이다. 새로운 임금이 교회의 오른팔이 되어 교회는 그때에는 강하고 겸손하며 경건함이 깊고 가난하며 예수 그리스도의 일꾼 사이에 일치되기 때문이다. 그리고 모든 사람은 하느님을 경외하며 살게 될 것이다.
24. 사람들 사이의 이 평화는 오래 계속되지 못할 것이다. 풍성한 수확의 25년간으로 인해 인류의 죄가 지상에 미치는 모든 슬픔의 원인이라는 것을 잊어버리게 될 것이다.
25. 이 일이 일어나기 전에 세계에는 일종의 거짓 평화가 찾아올 것이다. 즐기는 것 이외에 아무것도 생각할 수 없게 되어 악인은 온갖 종류의 죄에 스스로 넘겨 버릴 것이다. 그러나 거룩한 교회의 자녀들, 신앙을 가진 자녀들, 나를 진실로 본받는 사람들은 하느님의 사랑과 나의 가장 사랑하는 덕 안에서 성장할 것이다. 성령에 의해서 인도되는 겸손한 영혼은 행복하도다! 나는 때가 찰 때까지 이 영혼들과 함께 싸울 것이다.
26. 적그리스도의 앞잡이가 될 이가 여러 나라에서 군대를 이끌고 세계 유일의 구세주이신 참 그리스도에게 싸움을 걸 것이다. 그 많은 피를 흘리고 스스로 신으로서 숭배받기 위하여 하느님께 예배드리는 것을 못하도록 꾸밀 것이다.
27. 적그리스도가 한 사람의 히브리 사람의 종교 집안에서 태어나는 것은 이때다. 이 집안은 불순한 교사인 과거 옛 뱀과 교류가 있는 거짓 처녀이다. 적그리스도의 아비는 원로이며, 이 아이는 태어날 때 모독적인 말을 지껄이며 공격적일 것이다. 즉 이 아이는 악마의 화신이며 무서운 외침을 낼 것이다. 또 불가사의한 일을 할 것이지만 불결한 상태에서만 양육되는 일은 없을 것이다.
28. 적그리스도는 형제를 갖게 될 것이다. 이 형제는 적그리스도처럼 악마의 화신은 아닐지라도 불법의 아이가 될 것이다. 적그리스도가 열두 살이 되었을 때 놀라운 승리를 거두기 때문에 사람들로부터 인정을 받을 것이다. 그리고 지옥의 나락에서 올라온 레기온의 도움으로 급속히 군단의 우두머리에 앉게 될 것이다.
29. 지상에서 온갖 종류의 전염병이 엄습할 것이다. 적그리스도 휘하에 있는 열 왕에 의하여 수행되는 최종 전쟁까지는 얼마간의 전쟁이 있을 것이다. 열 명의 왕은 하나의 욕망, 즉 세계를 지배하는 것밖에 생각하지 않을 것이다.
30. 1년의 사계절이 변할 것이다. 땅은 나쁜 산물밖에 내지 못하게 될 것이다. 천체는 그 운행 궤도를 잃게 될 것이다. 달은 뿌연 붉은빛을 띠고 불과 물은 지구에서 발작적인 움직임을 일으킬 것이다. 그리고 무서운 지진이 산과 산을 그리고 도시를 집어삼킬 것이다
31. 로마는 신앙을 잃게 될 것이다. 그리고 적그리스도의 자리가 될 것이다.
32. 공중의 악마는 적그리스도와 함께 지상과 공중에서 커다란 불가사의한 일을 할 것이다. 그리고 사람들은 점점 그릇된 방향으로 나아갈 것이다. 그러나 하느님은 충실한 종과 선의의 사람들을 성심에 접어 두실 것이다. 복음이 곳곳에서 전해지고 모든 사람과 모든 나라가 진리에 대한 지식을 갖게 될 것이다.
33. 나는 지금 지상에 사는 사람들에게 긴급한 호소를 하고 있다. 지금 천상에서 통치하고 계시는 영원하신 하느님의 참다운 사도들을 나는 방문하고 있다. 사람이 되신 인류의 유일한 참 구세주이신 예수 그리스도를 진실로 본받는 사람들을 나는 오라고 청하고 있다. 또 나에게 봉헌하는 나의 자녀를 나는 부르고 있다. 내 팔 안에 안긴 모든 사람과 내 뜻에 따라 살아온 모든 사람을 나는 오라고 청하고 있다. 마지막으로 나는 최후 시대의 사도들, 예수 그리스도의 충실한 제자들을 긴급히 불러 모으고 있다. 이 최후 시대의 사도들은 세상에서는 업신여김을 받고 빈곤과 겸손 안에서, 경멸과 침묵 속에서 기도와 고행으로, 청빈과 하느님과의 일치 속에 고통스럽게 살면서 세상에는 알려지지 않고 경건하게 살고 있는 사람들이다. 이 같은 사람들이 나타나서 세상을 비추는 시대가 될 것이다. 이 빛으로 땅을 빛내게 하라. 앞으로 나가라. 그리고 나를 사랑하는 자녀로서 자신을 나타내어라. 이 불행한 시대에서 신앙이 너희를 인도하는 빛이 되도록, 너희들의 열심히 예수 그리스도의 영광과 영예를 갈망하게 되도록 나는 너희와 함께 너희 가운데에 있다. 빛의 자녀들아, 용감히 싸워라! 빛을 보고 그것을 인식하는 너희는 아무리 소수일지라도 싸우기를 계속하여라. 왜냐하면, 모든 시대의 마지막 시대, 모든 마지막의 마지막이 찾아왔기 때문이다.
34. 교회는 실추하고 세계는 놀라고 놀랄 것이다. 그때 에녹과 엘리야는 하느님의 힘으로 설교하고 선의의 사람들은 하느님을 믿게 될 것이다. 그리고 많은 영혼이 위로받을 것이다. 에녹과 엘리야는 성령의 덕망으로 위대한 진보를 이루고 적그리스도의 악마적 오류를 죄로 정할 것이다.
35. 보라, 그때가 찾아왔다. 지옥은 입을 벌리고 있다. 암흑의 왕을 보라. 스스로 세상의 구세주라 칭하면서 부하를 거느린 짐승을 보라. 자부심에 가득한 그 짐승은 하늘까지 닿으려고 공중으로 올라갈 것이다. 그러나 대천사 미카엘이 부는 일진의 강풍으로 질식할 것이다. 그리고 지상은 사흘 동안 끊임없이 변화하며 불타는 창자를 벌릴 것이다. 그중에서 적그리스도와 그 추종자들은 지옥의 영원한 나락으로 떨어져 갈 것이다. 그때 물과 불이 땅을 깨끗이 하고 인간의 자랑거리인 모든 업적을 소멸시킬 것이다. 그 후로 모든 것이 새로워지고 쇄신될 것이다. 하느님은 섬겨지고 영광을 받으실 것이다.
36. 땅에 사는 사람은 재앙이로다! 피투성이의 전쟁이 일어나고 기근이 엄습할 것이며 역질과 전염병이 발생할 것이다. 또 집중호우와 무서운 천둥 뇌성을 수반한 극심한 우박이 쏟아질 것이다. 이때에 도시는 흔들려 움직이고 진동할 것이다. 나라마저 집어삼킬 만한 지진도 있을 것이다. 공중에서 소리가 들리고 사람들은 벽에 머리를 때려 박고 죽음을 만나게 될 것이다. 그리고 그것이 그 사람의 천벌이 될 것이다. 피가 곳곳에서 흐르게 될 것이다. 만일 하느님께서 이 고난의 시간을 짧게 하시지 않으신다면 어느 누가 이러한 일을 견디어 낼 수가 있겠는가? 그렇지만, 의로운 이의 피와 눈물과 기도를 통해서 하느님은 그 간원에 귀를 기울여 주실 것이다. 에녹과 엘리야는 죽게 될 것이다. 또 이단의 로마는 사라지고 불이 하늘에서 내려와 세 개의 도시를 불태워 버릴 것이다. 우주 전체가 공포로 압도되고 많은 사람이 유혹될 것이다. 이러한 일들은 모두가 참으로 살아 계시는 그리스도를 흠숭하지 않았기 때문에 일어나는 것이다. 때는 가까워졌다. 태양은 어두워지고 신앙만이 그대로 남게 될 것이다.

## 성모 순례지

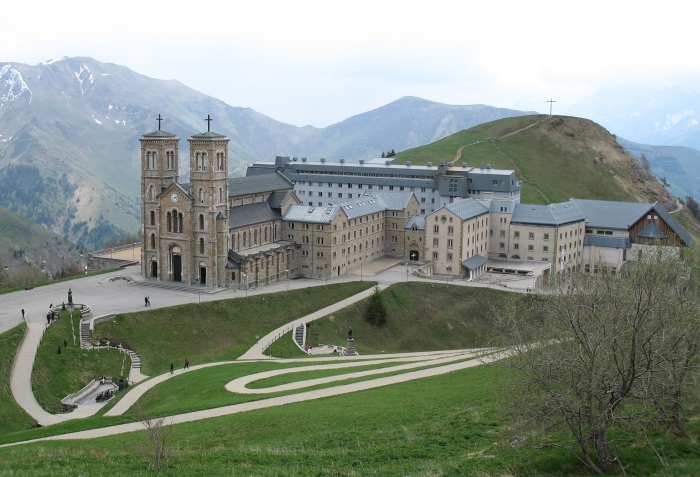
라살레트의 성모 대성당

라살레트의 성모 순례지는 마을에서 9마일 정도 떨어진 거리에 있는 6천 피트 높이의 높은 고산에 자리잡고 있다. 현재는 승용차, 버스, 택시 등의 접근이 용이하며, 순례지 당국은 숙박 편의 시설 등 일련의 환대 서비스를 제공하고 있다. 순례지의 주변 풍경인 산은 큰 구경거리이며 서로 연결된 산책로에 둘러싸여 있다.
라살레트의 성모 대성당은 1852년에 건립을 시작하여 1865년에 완공되었다. 그리고 1879년에 대성당으로 지정되었다. 라살레트의 성모 대성당은 거대한 크기에 비해 간소하며, 두 개의 견고한 탑이 정면 외관의 측면에 서 있다.

## 같이 보기
- 파티마의 성모